# Vaccí inactivat

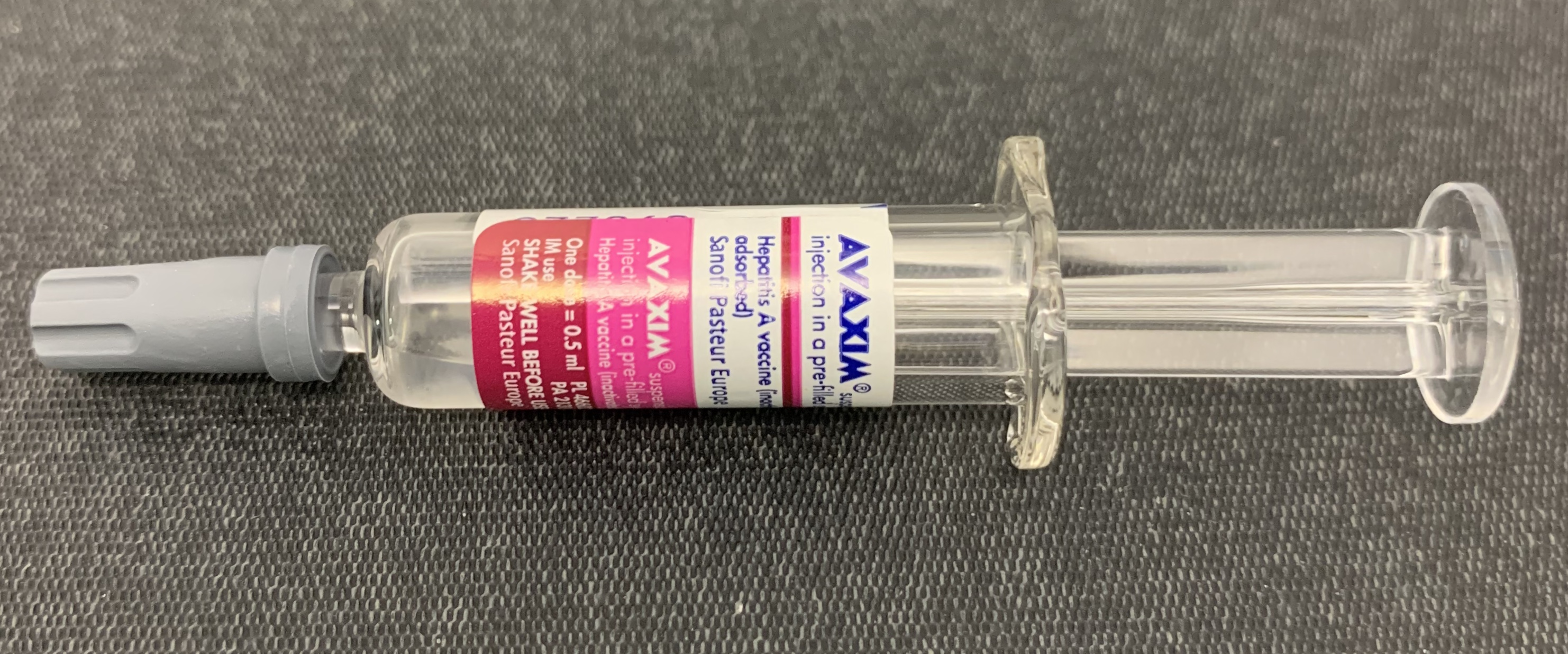
Monodosi de vaccí Havrix junior contra l'hepatitis A

Els vaccins morts o inactivats o de virus morts són un tipus de vaccins que estan formats per microorganismes patògens complets (virus o bacteris), però que han estat inactivats per algun mètode físic o químic, com l'aplicació de calor o formaldehid. Per tant, són incapaços de replicar-se dins de l'hoste i no poden provocar infecció, tot i que solen induir una resposta immunitària menor a la provocada pels vaccins vius atenuats. Aquesta immunitat és de tipus humoral, ja que està fonamentalment lligada a limfòcits T CD4+ amb producció d'anticossos.
Com que la resposta immunitària que provoquen els vaccins inactivats té una intensitat i una durada menor que la dels vaccins vius atenuats, sovint s'ha d'administrar més dosi i normalment els antígens es combinen amb adjuvants. Aquests vaccins són més estables, segurs i fàcilment conservables que els vaccins atenuats.

## Origen
Els primers assaigs clínics amb vaccins inactivats es van realitzar als Estats Units, a finals de la dècada del 1930 amb el virus de la grip. El primer vaccí es va autoritzar en el mateix país l'any 1937 i va ser produït per Jonas Salk. Posteriorment, just l'any 1954, aquest investigador mèdic també va descobrir el vaccí antipoliomelític inactivat. Durant la primera meitat del segle xx, Thorval Madsen va fabricar el vaccí contra la tos ferina. Aquests primers vaccins inactivats tenien el virus complet inactivat i la seva reactogenicitat era elevada. Posteriorment, s'han elaborat vaccins menys reactogènics, denominats vaccins de virus fraccionats (tenen el virus disgregat).
Els vaccins inactivats s'han anat desenvolupant i han anant obtenint característiques diferents que els fan més segurs i més eficaços (presència d'adjuvants, creixen en un cultiu cel·lular, etc.).

## Tipus
| vaccins inactivats | Subtipus               | Exemples                                                                                |
| ------------------ | ---------------------- | --------------------------------------------------------------------------------------- |
| Senceres           | Virals                 | Salk (pòlio parenteral), Ràbia, Grip, Influenza, Hepatitis A, Encefalitis japonesa      |
|                    | Bacterians             | Pertusis, Tifoidea, Còlera                                                              |
| Fraccionats        | Subunitats             | Hepatitis B, Influenza, Pertusis acel·lular                                             |
|                    | Toxoides               | Diftèria, Tètanus                                                                       |
| Polisacàrids       | Polisacàrids purs      | Antipneumocòccic 23 valent, antimeningocòccic                                           |
|                    | Polisacàrids conjugats | Haemophilus influenzae tipus b, antipneumocòccic 7-valent, antimeningocòccic 7-conjugat |

### Sencers
Són aquells vaccins en què es fan servir microorganismes o agents infecciosos morts però complets, és a dir, que conserven l'estructura antigènica, perquè no s'ha perdut durant el procés d'inactivació i, per tant, faciliten el reconeixement de l'antigen. Es fan servir quan no es coneix exactament l'antigen immunitzant o quan la seva purificació no ha sigut satisfactòria. Dins d'aquest grup es classifiquen en dos tipus diferents:

#### Virals
Són aquells que estan produïts per virus inactivats i indueixen resposta immunitària contra malalties provocades per virus.
Els grans èxits preventius dels vaccins es limitaven en les infeccions virals. Paral·lelament, els primers medicaments antivirals van tardar molt a aparèixer. El primer d'ells va ser l'aciclovir, contra les infeccions per herpesvirus.

#### Bacterians
Són aquells en què es fan servir bacteris inactivats, per tal de produir resposta immunitària contra infeccions produïdes per bacteris. Els vaccins bacterians de microorganismes sencers provoquen l'aparició de múltiples anticossos, entre els quals hi ha probablement opsonines. Aquests vaccins tenen acció coadjuvant. En són exemple el vaccí contra la tos ferina (a cèl·lula sencera), contra el còlera injectable i contra la febre tifoide injectable.
N'hi ha de dos tipus:
- Invasors: infeccions bacterianes en les quals l'efecte patogènic és produït per la disseminació del bacteri pel torrent circulatori i l'ocupació d'òrgans vitals. Es va trigar molt de temps a disposar de vaccins amb eficàcia demostrada contra aquestes infeccions i actualment tenen un paper molt important els conjugats (l'avanç més important en medicina amb el qual se'ns ha acomiadat el segle XX).
- No invasors: l'efecte patogènic és local (per exemple els abscessos) o bé és produït per toxines alliberades pel microorganismes sense necessitat d'envair el torrent sanguini (per exemple el tètanus o el refredat). Per a combatre aquest tipus d'infeccions sí que disposem de vaccins eficaços preparats mitjançant la modificació de les toxines bacterianes (anatoxines o toxoides) o bé inactivant el bacteri sencer per mitjans físics o químics.

### Fraccionats
Són preparacions sintetitzades a partir de determinats components de microorganismes, com ara proteïnes, pèptids, carbohidrats, toxines, etc. Es caracteritzen per la seva simplicitat i presenten una reactogenicitat menor, perquè no tenen alguns components no desitjats del patogen inactivat.

#### Subunitats
Es fan mitjançant l'alteració del microorganisme fent servir, per exemple, detergents per tal d'alliberar les subunitats immunogèniques (proteïnes, pèptids, carbohidrats, toxines, etc.). Produeixen menys reaccions adverses, ja que no tenen els components no desitjats del patogen complet inactivat. Tot i això, és un mètode poc comú, ja que és car. Es fa servir per exemple en el calicivirus felí (FCV) i l'herpesvirus felí (FHV).

#### Toxoides
Els toxoides o anatoxines s'obtenen a partir de toxines bacterianes que intervenen en la infecció i producció de malalties. Aquestes toxines són aïllades químicament dels cultius bacterians i modificades per l'acció de calor per ser inactivades, mitjançant l'ús de glutaraldehid o utilitzant formaldehid, la majoria de vegades, per tal de perdre la seva toxicitat però no la seva capacitat de generar resposta immunitària. Sovint són mesclades amb hidròxid d'alumini que actua com a adjuvant, donant un increment de la producció d'anticossos específics.
Són vaccins de gran qualitat gràcies a la seva puresa antigènica i al caràcter soluble d'aquest antigen. Provoquen una resposta humoral fàcil d'apreciar i proporcionen una immunitat intensa i perllongada, però presenten alguna adversitat que actualment s'està resolent: la baixa quantitat de toxines secretada pels patògens, que en fa difícil la seva purificació.
Aquest tipus de vaccins es pot trobar classificat, a vegades, com un altre grup a part dels vaccins inactivats, pel fet d'utilitzar toxines inactivades com a immunitzant. Un bon exemple d'aquest tipus de vaccins són els de la diftèria i del tètanus.

### Polisacàrids
Conèixer l'estructura i la composició dels bacteris responsables de les infeccions invasores va fer que es descobrís que la resposta immunitària a aquestes infeccions estava desencadenada fonamentalment per la càpsula del bacteri i concretament pel seu component de polisacàrids. Això va conduir a la creació dels anomenats vaccins capsulars o de polisacàrids. Tenen diferents avantatges: en primer lloc, en ser un component bacterià i no del bacteri sencer, no hi ha cap perill de produir una infecció accidental deguda a una insuficient inactivació del microorganisme. En segon lloc, la resposta immunitària és més específica en l'acció protectora contra la infecció, sense interferències amb altres anticossos no protectors. Tot i això, aquestes vacunes tenen importants limitacions, sobretot pel que fa al seu ús en la en la infància. En ser antígens T independents, la resposta d'anticossos és de tipus IgM i no genera memòria immunològica.

#### Polisacàrids purs
Els polisacàrids de la càpsula són el factor més patogenètic de molts bacteris que provoquen malalties invasives. Això és perquè la càpsula dificulta la fagocitosi mitjançant forces de repulsió.
Una estratègia del sistema immunitari per afavorir la fagocitosi és l'opsonització dels microorganismes mitjançant anticossos. En el cas dels bacteris capsulats, els anticossos opsonitzats han d'unir-se a la càpsula, que és l'estructura més externa. Per a ajudar en la formació d'anticossos opsonitzant abans que l'individu estigui exposat a l'agent patogen s'han desenvolupat vacunes amb polisacàrids capsulars.
Aquest tipus de vaccins es poden administrar mitjançant injecció intramuscular, via nasofaringe i parental. S'han d'aplicar diverses dosis, generalment dos. La població susceptible a la vaccinació són els adults de risc (amb malalties cròniques o personal sanitari, entre altres).

#### Polisacàrids conjugats
Per tal de superar les limitacions dels vaccins de polisacàrids es van fer grans esforços d'investigació per preparar un nou tipus de vacunes que les milloraren en qualitat: els vaccins conjugats. Aquestes uneixen un polisacàrid capsular amb una proteïna transportadora, per tal de canviar dins de la resposta immunitària humoral l'activació dels limfòcits B, de timus independent a timus dependent. La resposta timus independent no presenta memòria i es manifesta per la inducció d'anticossos de tipus IgM. La resposta timus dependent millora la immunitat en els individus amb un sistema immunitari immadur.

## Mètodes d'inactivació
El procés d'inactivació és un pas clau en la producció d'aquest tipus de vaccins. Pot realitzar-se mitjançant diverses tècniques o substàncies però l'objectiu final és, en tots els casos, el mateix: conservar la capacitat immunogènica del patogen i eliminar-ne totes les estructures que li donen la capacitat de replicació i que estan implicades en el poder infectiu d'aquest. En funció del mètode d'inactivació utilitzat, es distingeixen:

### Vaccins inactivats químicament
Són vaccins en què l'organisme virulent s'ha tractat amb un agent químic, convertint-se en no infecciós. La inactivació no afecta a la immunogenicitat. Els antígens han de tenir la conformació original que tenien en l'organisme, perquè si n'adopten una de diferent, en una futura infecció l'anticòs no reconeixerà l'antígen. Per tant, les proteïnes recombinats que podrien canviar de conformació se solubilitzen mitjançant la desnaturalització amb urea per tal d'extreure-les dels bacteris en les quals han sigut expressades.
Els agents d'inactivació que es fan servir normalment en els vaccins vírics són la β-propiolactona i els compostos d'azirina. Aquests agents produeixen unions creuades en les cadenes dels àcids nucleics evitant la seva replicació i així inactivant el microorganisme però no alterant les seves proteïnes. El formaldehid rarament es fa servir actualment (tot i que abans era molt utilitzat). Això és degut al fet que amb el formaldehid és difícil aconseguir els nivells d'inactivació necessaris per a garantir la seguretat del vaccí sense comprometre'n la immunogenicitat.

### Vaccins inactivats per mètodes físics
En aquest grup s'hi classificarien aquells vaccins obtinguts mitjançant el mètode d'inactivació per calor. El principal problema del tractament per calor per inactivar virus o bacteris, és que provoca la desnaturalització de les proteïnes de la superfície de l'agent infecciós. Aquestes proteïnes són de gran importància, perquè són els determinants antigènics que permetran que l'individu vaccinat adquireixi immunitat davant d'aquests antígens i per tant, faran que no desenvolupi la malaltia si l'individu entra en contacte amb el patogen natural. Un altre problema que pot esdevenir en aquest procés, és que no quedin tots els microorganismes o agents infeccions inactivats correctament, de manera que els virus o bacteris que no hi hagin quedat, conservaran la virulència. Tot i això, és el mètode més emprat per dur a terme el procés d'inactivació.

## Mètode d'administració
S'han d'administrar nombroses dosis per tal que tinguin l'efecte desitjat, ja que la primera dosis no acostuma a generar immunitat, perquè són vaccins que indueixen una resposta de tipus humoral i de menor durada que la dels vaccins vius o atenuats. El fet que se n'hagin d'administrar diverses dosis és degut al fet que no produeixen anticossos, ja que només posen en alerta el sistema immunitari. La protecció es produeix després de la segona o tercera dosi.
La resposta del vaccí no es veu afectada amb la presència d'anticossos circulants. Per tant, poden ser administrades encara que hi hagi anticossos presents en sang.
Els vaccins inactivats se solen utilitzar de manera preventiva i en regions i moments en els quals no hi ha la malaltia, donant així protecció a la població i evitant la disseminació de la malaltia.
Quan els vaccins inactivats s'administren conjuntament amb altres vaccins hem de tenir en compte els intervals de vaccinació:
- Si són microorganismes inactivats s'administren amb altres vaccins de microorganismes també inactivats, ambdues es poden administrar simultàniament (tot i que en llocs anatòmics diferents, separades entre elles almenys 3–5 cm), o amb qualsevol interval entre dosis. El vaccí anticolèric o l'antitifoïdal parenteral poden augmentar els efectes secundaris, per tant en aquest cas es recomana que s'administrin de manera separada.
- Si són inactivats s'administren amb vaccins vius atenuats poden aplicar-se de manera simultània, però també en lloc anatòmics diferents, o amb qualsevol interval. L'excepció és l'administració simultània del vaccí anti-febre groga amb l'anticolèric inactivat, que produeix una disminució de la resposta immunitària, motiu pel qual s'han d'administrar amb un interval mínim de 3 setmanes.

## Principals problemes i avantatges
Els inconvenients són:
- Poden aparèixer reaccions (tot i que són més lleus que en vaccins vius), causades al fet que existeix la possibilitat que no totes les cèl·lules estiguin mortes o que la malaltia no sigui causada per l'activitat del microorganisme, sinó per alguna substància de la seva estructura, com ara els lipopolisacàrids dels bacteris gram -.
- Gairebé no estimulen la immunitat cel·lular.
- Es necessiten diverses dosis inicials i reforços per aconseguir una protecció completa i duradora. Això podria ser un inconvenient en llocs com en el tercer món, on la gent no té accés regular a la sanitat.
- Són més cars, ja que s'han d'utilitzar en grans dosis, sovint amb adjuvants i a més a més, el procés d'inactivació de l'organisme infecciós és força complex.

Els avantatges són:
- Com que estan inactivats no poden replicar-se ni causar cap malaltia (són innòcues), encara que siguin persones immunodeprimides. Per tant, tampoc poden transmetre's a un altre subjecte no vacunat.
- No produeix tantes reaccions adverses com les vacunes vives o atenuades.
- Tenen una fabricació més senzilla, poden preparar-se de manera més purificada i amb una dosi més exacta de l'antigen.
- Requereixen unes condicions d'emmagatzematge poc estrictes. Per exemple, no requereixen refrigeració.
- La seva vida útil és més llarga que la de les vacunes vives.
- L'organisme patogen no pateix cap mutació o canvi des del moment en què queda inactivat.
- Produeix una resposta immunitària humoral suficient.